# الفن السوفيتي

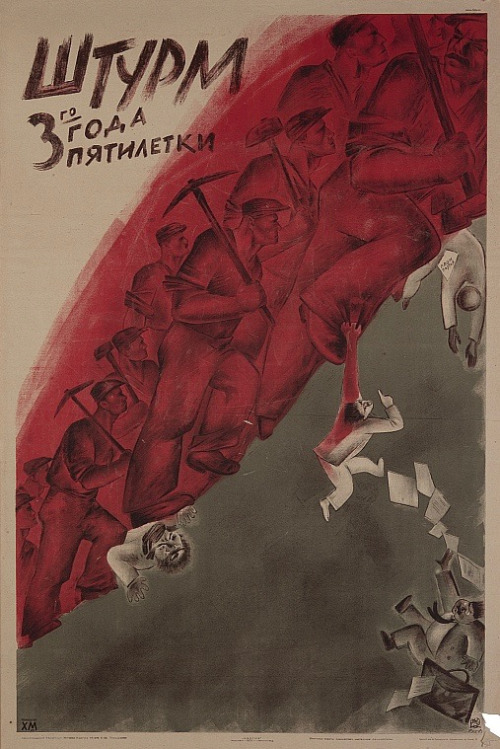
ملصق عاصفة السنة الثالثة من الخطة الخمسية في ثلاث سنوات 1931

الفن السوفييتي هو شكل من أشكال الفن المرئي، وقد أنتِج بعد ثورة أكتوبر الاشتراكية لعام 1917، في روسيا السوفيتية (1917-1922)، والاتحاد السوفيتي (1922-1991)، عندما جرت الإطاحة بالجمهورية الروسية قصيرة العمر واستبدالها. أدى ذلك إلى تحول فني وثقافي لا يصدق داخل روسيا والاتحاد السوفيتي كله، متضمنه التركيز الجديد على الواقعية الاشتراكية في الفن المعتمد رسميًا.

## الفن السوفيتي في فترة ما بعد الثورة
بوريس كوستودييف: احتفال بمناسبة افتتاح المؤتمر الثاني للكومنترن في ساحة أوريتسكي في بتروغراد في 19 يونيو 1920.
1921، المتحف الروسي.
سبقت ترسيخ الفن السوفييتي خلال عشرينيات القرن الماضي حقبة من المنافسة الأيديولوجية الشديدة بين المجموعات الفنية المختلفة، إذ يسعى كل فرد إلى ضمان أن تكون لآرائه الخاصة الأولوية في تحديد الأشكال والاتجاهات التي سيتطور فيها الفن السوفييتي، ويسعى إلى احتلالها، سواء من طريق مناصب رئيسية في المؤسسات الثقافية أو كسب تأييد السلطات ودعمها.
أصبح هذا النضال أكثر مرارة بسبب الأزمة المتزايدة للفن اليساري الراديكالي. في مطلع الثلاثينيات من القرن الماضي، استنفدت العديد من الميول الطليعية التي ظهرت في العقد الأول من القرن الماضي نفسها، وبدأ مؤيدوها السابقون بتصوير أشياء واقعية في أثناء محاولتهم العودة إلى النظام التقليدي للصور المرسومة. هذا ما حدث مع فناني «جاك اوف دياموند» الرائدين. 
المصادر
في أوائل الثلاثينيات من القرن الماضي، عاد كازيمير ماليفيتش (1879-1935) إلى الفن التشكيلي من بين المؤيدين البارزين لوجهات النظر اليسارية ديفيد شتيرينبألكسندرغ (1881-1948)، رئيس قسم الفنون الجميلة في مفوضية الشعب للتعليم (ناركومبروس)، وكان قبل الثورة عضوًا في حزب العمل اليهودي، الذي عاش في المنفى في فرنسا، حيث تعرف على أناتولي لوناشارسكي، ور دريفين، وفلاديمير تاتلين، وفاسيلي كاندينسكي، وكازيمير ماليفيتش، وأوسيب بريك، وصوفيا ديمشيتس تولستاياأو، اولوغا روزانوفا، وميخائيل ماتيوشين، وناثان ألتمان. لقد شكلوا مجموعة قوية إلى حد ما حددت في البداية سياسة قسم الفنون الجميلة داخل الحكومة السوفييتية، وأيضًا سياسة موسكو المحلية وبتروغراد السوفييت.
جرى التعبير عن موقف قسم الفنون الجميلة بالكامل من قبل نيكولاي بونين في عام 1919، وقد كتب: «إذا كان تصوير العالم يساعد على الإدراك، فذلك فقط في المراحل الأولى جدًا من التطور البشري، وبعد ذلك يصبح بالفعل إما مباشرةً إعاقةً لنمو الفن، أو التفسير الطبقي له، وإن عنصر التصوير هو بالفعل عنصر من سمات الفهم البرجوازي للفن».
أشير إلى خطورة الانفصال عن تقاليد الفن التقدمي ما قبل الثورة والمدرسة الفنية  بنحو رئيسي من قبل ممثلي الفن الروسي الذين بدؤوا حياتهم المهنية قبل الثورة، الذين -على النقيض من اليساريين، قاطعوا في البداية النظام الجديد. ومن هؤلاء ديمتري كاردوفسكي، وإسحاق برودسكي، وألكسندر سافينوف، وأبرام آركييبوف، وبوريس كوستودييف، وكوزما بيتروف-فودكين، وأركادي ريلوف، وآنا أوستروموفا-ليبيديفا، وميخائيل أفيلوف، وألكسندر ساموخفالوف، وبوريس إيوغانسون، ورودولف فرينتز، وآخرين. وضع تشكيل هذين المعسكرين، اللذان شغل أعضاؤهما مناصب كانت متعارضة إلى حد كبير، بصمته المميزة على تطور التعليم الفني والفني في عشرينيات القرن الماضي. في هذا الجو من الجدل المستمر والصراع بين الاتجاهات الفنية المختلفة، ظهر الفن السوفيتي ومدرسته الفنية. 
كازيمير ماليفيتش: جزازة - 1930.
هدفت حركة أخرى بعد الثورة إلى وضع الفنون جميعها في خدمة دكتاتورية البروليتاريا . كانت الأداة المستخدمة لهذا، التي تشكلت قبل أيام قليلة من ثورة أكتوبر (المنظمات الثقافية والتنويرية البروليتارية). أحد المنظرين البارزين لهذه الحركة كان ألكسندر بوجدانوف (1873-1928). في البداية دعمته وزارة التربية والتعليم، التي كانت مسؤولة أيضًا عن الفنون بروليكولت. ومع ذلك  فقد سعى الأخير إلى استقلال أكثر من اللازم عن الحزب الشيوعي الحاكم للبلاشفة، واستاء من فلاديمير لينين. بحلول عام 1922، تراجع إلى حد كبير، وجرى حله في النهاية عام 1932.
جذبت أفكار بروليكولت اهتمامات الطليعة الروسية، التي جاهدت للتخلص من أعراف «الفن البرجوازي». كان من بين الأعضاء البارزين في هذه الحركة فلاديمير تاتلين (1885-1953)، وميخائيل ماتيوشين (1861-1934)، وكازيمير ماليفيتش (الذي شغل منصب مدير معهد بتروغراد الحكومي للثقافة الفنية ( كينك هوك ) من عام 1923 حتى أغلِق عام 1926). ومع ذلك اصطدمت أفكار الطليعية في النهاية بالاتجاه الناشئ حديثًا للواقعية الاشتراكية برعاية الدولة.
بحثًا عن أشكال جديدة للتعبير، كانت منظمة بروليكولت انتقائية جدًا في أشكالها الفنية، ومن ثم كانت عرضة للنقد القاسي لإدراج اتجاهات حديثة، مثل الانطباعية والتكعيبية، إذ كانت هذه الحركات موجودة قبل الثورة، ومن ثم كانت مرتبطة من قبل مع «الفن البرجوازي المنحل».
كانت الجمالية البراغماتية للفن الصناعي من بين التجارب المبكرة لـ بروليكولت، والمنظر البارز لها هو بوريس أرفاتوف (1896-1940).
مجموعة أخرى كانت UNOVIS، وهي مجموعة قصيرة العمر، ولكنها مؤثرة. ضمت الفنانين الشباب بقيادة كاسيمير ماليفيتش في عشرينيات القرن الماضي.
بعد اكتشاف الخزف عام 1917 في مصنع الخزف الحكومي، استُخدم أيضًا لأغراض دعائية. كان هذا الخزف مخصصًا للاستخدام اليومي بنحو أقل وأكثر للتزيين. في وقت مبكر من عشرينيات القرن الماضي، ظهرت معارض للخزف خارج الاتحاد السوفييت